# مايك موريسون (لاعب هوكي جليد)
مايك موريسون (بالإنجليزية: Mike Morrison)‏ هو لاعب هوكي جليد أمريكي، ولد في 11 يوليو 1979 في ميدفورد في الولايات المتحدة.

## وصلات خارجية
- مايك موريسون على موقع دوري الهوكي الوطني (الإنجليزية)
- مايك موريسون على موقع EliteProspects.com (الإنجليزية)
- مايك موريسون على موقع Eurohockey.com (الإنجليزية)
- مايك موريسون على موقع HockeyDB.com (الإنجليزية)